# Фридрих фон Рабенау
Фридрих фон Рабенау (на немски: Friedrich von Rabenau) е германски генерал от артилерията на Вермахта. Противник на националсоциализма.

## Биография
Фридрих фон Рабенау е роден в Берлин в семейството на лекаря-гинеколог Фридрих Лудвиг Еберхард фон Рабенау (1847 – 1885) и съпругата му Вали. Той се присъединява към пруската армия през 1903 г. като член на 72-рия полеви артилерийски полк (разположен в Данциг), служи в Първата световна война и остава във Ваймарския Райхсвер след войната. През 1936 г. Рабенау е назначен от тогавашния началник на генералния щаб, генералоберст Лудвиг Бек, да създаде (от Райхския архив) първия централен архив на германската армия в Потсдам. Подходящ за тази задача, Рабенау се стреми да предотврати идеологически фалшификации с научна грижа в събирането на източници, които са второстепенни.
Неговите християнски вярвания го карат да се присъедини към съпротивата срещу нацизма отрано. Като протестантски християнин и генерал, успешно подава молба до тогавашния Райхсфюрер-СС Хайнрих Химлер за разрешение да поеме абатството „Мария Лаах“, което е отнето от римокатолическия кардинал Граф фон Гален в Мюнстер. Рабенау не се присъединява към групи на съпротивата, макар че действа като връзка между Лудвиг Бек и Карл Фридрих Гьорделер, когото познава от времето си като Abteilungskommandeur в Кьонигсберг (сега Калининград).
В средата на 1942 г., Рабенау напуска поста си. Той изучава протестантска теология в университета в Берлин и през 1943 г. става Licentiatus theologiae, като пише своята дисертация за военен свещеник.
Рабенау е арестуван вследствие на заговора, който завършва с опит за покушение срещу Адолф Хитлер на 20 юли 1944 г. На 15 април 1945 г., без да бъде обвинен или съден, генерал Фридрих фон Рабенау, един от последните затворници в концентрационния лагер Флосенбюрг, е застрелян по заповед на Химлер. Заповедта за екзекуция е издадена от началника на Гестапо Хайнрих Мюлер с допълнителна заповед да се съобщи за смъртта му, че е в резултат на нисколетящ съюзен въздушен удар. Мемориалът във Флосенбюрг погрешно дава датата на убийство на Рабенау на 9 април 1945 г. Той има съпруга – Ева Кауц, и две дъщери.